# تاریخ‌نگاری فروپاشی امپراتوری روم غربی

امپراتوری روم باختری و خاوری تا سال ۴۷۶ م

چرایی و سازوکار سرنگونی امپراتوری روم غربی یک پرسمان تاریخی است که از سوی ادوارد گیبون تاریخ‌نگار در کتابش زیر نام تاریخ انحطاط و سرنگونی امپراتوری روم  (۱۷۷۶)  بازگو شد.
او این پرسمان را دربارهٔ چرایی سرنگونی امپراتوری روم غربی و کاهش توان امپراتوری شرقی در سده‌های ۴ تا ۵ آغاز کرد.
گیبون  نخستین کسی نبود که درباره چرایی فروپاشی امپراتوری گمانه‌زنی کرد، ولی نخستین کسی بود که گفتاری پژوهش‌شده و بابرهان را پیش کشید.
بسیاری از انگاره‌های چرایی، بررسی شده‌است. در سال ۱۹۸۴ ، الکساندر دمندت ۲۱۰ انگاره گونه‌گون دربارهٔ چرایی فروپاشی رم را برشمرد و پس از آن نیز انگاره‌های تازه‌ای پدید آمد.
گیبون خود اندیشه‌های ویرانی درونی (گسست نهادهای سیاسی، اقتصادی، نظامی و دیگر نهادهای اجتماعی، جنگ‌های داخلی) و تاخت‌وتازهای بیرون از امپراتوری را بررسی کرد.
گلن بوورسوکِ تاریخ‌نگار می‌نویسد:
ما وسواس فراوانی روی سرنگونی داشته‌ایم: این سرنگونی به عنوان کهن‌الگویی برای هرگونه کاهش شناخته می‌شود و از این رو به عنوان نمادی از ترس‌های خود ما شناخته می‌شود.

## بن‌مایه
- همکاری‌کنندگان ویکی‌پدیا، «Historiography of the fall of the Western Roman Empire»، ویکی‌پدیای انگلیسی، دانشنامهٔ آزاد (بازیابی ۲۶ شهریور ۱۴۰۰)